# Reginald Paget
Reginald Thomas Guy Des Voeux Paget, Baron Paget of Northampton, (* 2. September 1908 in Brixworth Hall, Brixworth, Northamptonshire; † 2. Januar 1990 in Kensington (London)) war ein britischer Anwalt und Politiker.

## Leben
Paget, Sohn von Major Thomas Guy Frederick Paget (1886–1952), besuchte Eton College und studierte Jura und Wirtschaft am Trinity College der Universität Cambridge. Er wurde 1934 als Barrister zugelassen und wurde 1947 King’s Counsel. Im Zweiten Weltkrieg diente er als Lieutenant bei der Royal Naval Volunteer Reserve und nach Verwundung entlassen.
Er wurde als Anwalt bekannt durch seine Strafverteidigung des deutschen Feldmarschalls Erich von Manstein in Hamburg im Jahr 1949, dessen Verurteilung wegen Kriegsverbrechen durch ein britisches Militärgericht er allerdings nicht abwenden konnte. Paget versuchte im Prozess den Mord der Einsatzgruppen kleinzureden, ebenso verharmloste er das Schicksal Polens bei dessen Besetzung.  Über diesen Prozess schrieb Paget ein Buch: „Manstein: His Campaign and his Trial“ (1951). Auch im Fall von Derek Bentley, einem geistig minderbemittelten 19-Jährigen, der wegen eines Polizistenmordes, den ein Komplize begangen hatte, zum Tode verurteilt wurde (der Komplize erhielt als Minderjähriger eine Haftstrafe), war er sehr engagiert und versuchte vergeblich dessen Hinrichtung, die 1953 stattfand, abzuwenden. Mit Sydney Silverman schrieb Paget über den Fall das Buch „Hanged and innocent?“ (1953). Er war Mitglied des Privy Council (PC) und Queen’s Counsel (QC).
1945 bis 1974 saß Paget auch als Labour-Abgeordneter für Northampton im britischen House of Commons, nachdem er schon 1935 erfolglos versucht hatte, Northampton für Labour zu erobern. Dort erwarb er sich den Ruf, der langsamste Sprecher zu sein. In den 1960er Jahren galt er aber auch als Meister in der Kunst rhetorisch verpackter Beleidigungen im britischen Parlament.  So äußerte er sich im Rahmen einer Parlamentsdebatte im Rahmen der Suez-Krise vom 14. September 1956 so zu Premierminister Anthony Eden: Es gibt keine Verstellung oder ein Sich-Verstecken beim Premierminister: er ist der originale Banana man: gelb von außen und ein helleres gelb innen (There is no disguise or camouflage about the Prime Minister. He is the original Banana man, yellow outside and a softer yellow inside). In der Profumo-Affäre verteidigte er 1963 zunächst John Profumo, der zurücktreten musste wegen einer Affäre mit der als Callgirl apostrophierten Christine Keeler, bzw. weil er das Parlament in dieser Sache angelogen hatte, und griff danach Quintin Hogg, Baron Hailsham of St. Marylebone an, als dieser seinen Ministerkollegen und Parteifreund (sowie Ex-Freund) John Profumo in einem BBC-Fernseh-Interview und im Parlament scharf angriff und sich als „Gewissen“ der Konservativen Partei gerierte. Paget empfand das als Nachtreten auf einen am Boden liegenden Freund und meinte, auf das Übergewicht von Hailham anspielend: „Wenn Sich-Gehen-Lassen einen Mann auf die Gestalt von Lord Hailsham reduziert hat, schließt sexuelle Enthaltsamkeit nicht mehr ein als einen Sinn für das Lächerliche.“
Er war ab 1954 Honorary Secretary des UK Council of the European Movement.
Am 2. Januar 1974 wurde er als Baron Paget of Northampton, of Lubenham in Leicestershire, zum Life Peer erhoben und wurde dadurch Mitglied des House of Lords. Er wohnte in Lubenham Lodge nahe Market Harborough. Seine 1931 geschlossene Ehe mit Sybil Gibbons († 1994) blieb kinderlos.

## Schriften
- Manstein: His Campaigns and his Trial. Vorwort von Lord Hankey, Collins, London 1951.
  - Deutsche Übersetzung: Manstein: Seine Feldzüge und sein Prozess. Übersetzung Ursula Michaelsen, Limes Verlag, Wiesbaden 1952.
- mit S. Silverman: Hanged and Innocent? (An examination of the question of the guilt of Walter Graham Rowland, Derek Bentley and Timothy John Evans), Victor Gollancz, London 1953.
- The Human Journey. Davis-Poynter, London 1979.